# Susanna Stern
Susanna Stern, född 18 mars 1982 i Stockholm, är en svensk operasångerska (sopran). Hon har ofta framträtt även i konsertsammanhang, till exempel med Hovkapellet och Drottningholms barockensemble.

## Utbildning
Stern studerade vid De Geergymnasiet i Norrköping och genomgick sedan en femårig musikpedagogisk utbildning vid Musikhögskolan, där hon tog en masterexamen som sång- och rytmikpedagog. Därefter genomgick Stern Operahögskolan år 2006-2009. Efter avslutad utbildning debuterade Stern i rollen som Ännchen vid Folkoperans uppsättning av Friskytten 2008. År 2010 medverkade hon i Malmö opera och musikteaters uppsättning av Francis Poulencs Karmelitsystrarna och 2011 framträdde hon på Kungliga Operan i Orfeus och Eurydike av Christoph Willibald Gluck. År 2019/2020 och 2020/2021 gjorde hon rollen som Donna Anna i Don Giovanni på Norrlandsoperan och rollen som Julia Pastrana i Philip Glass Cirkus Days and Nights.

## Priser och utmärkelser
- 2007 – Kungliga Musikaliska Akademiens stipendium
- 2008 – Jenny Lind-stipendiet[3]
- 2013 - Håkan Mogrenstipendiet[4]

## Uppsättningar (urval)
- 2008 – Livet på månen på Drottningholmsteatern (Flaminia)
- 2010 – Don Giovanni på Drottningholmsteatern (Zerlina).[5] Denna produktion spelades även in av Sveriges Television och Sveriges Radio.
- 2010 – Karmelitsystrarna (Syster Constance)
- 2011 – Orfeus och Eurydike (Amor)
- 2011 – Don Pasquale (Norina)
- 2012 - Trollflöjten på Kungliga Operan (Nattens drottning)
- Xerxes på Kungliga Operan (Romilda)
- La Bohème på Kungliga operan (Musetta)
- Rhenguldet på Kungliga Operan (Freia)
- Valkyrian på Kungliga operan (Gerhilde)
- Snödrottningen på Malmö Opera
- Figaros bröllop på Kungliga Operan (Grevinnan)

## TV-produktioner
- 2007 – Mästersångarna i Nürnberg i finska YLE[6]